# Élections cantonales de 1964 dans le Finistère
Les élections cantonales françaises de 1964 ont eu lieu les 8 et 15 mars 1964.

## Contexte départemental

### Assemblée départementale sortante
| Parti                                            | Sigle | Élus |
| ------------------------------------------------ | ----- | ---- |
| Majorité (31 sièges)                             |       |      |
| Mouvement républicain populaire                  | MRP   | 16   |
| Centre national des indépendants et paysans      | CNIP  | 11   |
| Parti républicain, radical et radical-socialiste | Rad.  | 4    |
| Opposition (12 sièges)                           |       |      |
| Section française de l'Internationale ouvrière   | SFIO  | 4    |
| Union pour la nouvelle République                | UNR   | 4    |
| Parti communiste français                        | PCF   | 2    |
| Parti socialiste unifié                          | PSU   | 1    |
| Président du conseil général                     |       |      |
| Jean Crouan (CNIP)                               |       |      |

## Résultats à l’échelle du département

### Résultats en nombre de sièges
| Parti | Sièges mis en jeu | Élus | Évolution |
| ----- | ----------------- | ---- | --------- |
| SFIO  | 3                 | 1    | -2        |
| PSU   | 0                 | 2    | +2        |
| PCF   | 1                 | 2    | +1        |
| CNIP  | 6                 | 1    | -5        |
| PR    | 2                 | 2    | =         |
| MRP   | 9                 | 11   | +2        |
| RI    | 0                 | 2    | +2        |
| UNR   | 1                 | 1    | =         |

### Assemblée départementale élue
| Parti                                            | Sigle | Élus |
| ------------------------------------------------ | ----- | ---- |
| Majorité (30 sièges)                             |       |      |
| Mouvement républicain populaire                  | MRP   | 18   |
| Centre national des indépendants et paysans      | CNIP  | 8    |
| Parti républicain, radical et radical-socialiste | Rad.  | 4    |
| Opposition (13 sièges)                           |       |      |
| Union pour la nouvelle République                | UNR   | 5    |
| Parti socialiste unifié                          | PSU   | 3    |
| Parti communiste français                        | PCF   | 3    |
| Section française de l'Internationale ouvrière   | SFIO  | 2    |
| Président du conseil général                     |       |      |
| André Colin (MRP)                                |       |      |

## Résultats par canton

### Canton de Brest-1
| Candidats | Candidats           | Étiquette | Premier tour | Premier tour | Second tour | Second tour |
| Candidats | Candidats           | Étiquette | Voix         | %            | Voix        | %           |
| --------- | ------------------- | --------- | ------------ | ------------ | ----------- | ----------- |
|           | Louise Le Roux      | MRP       | 2 120        | 32,96        | 2 913       | 37,95       |
|           | Jean Mazé           | UNR       | 1 527        | 23,74        | 2 071       | 26,98       |
|           | Robert Gravot *     | SFIO      | 1 426        | 22,17        | 2 693       | 35,08       |
|           | Henri Menés         | PCF       | 837          | 13,01        |             |             |
|           | Gérald Rees Philips | CNIP      | 521          | 8,10         |             |             |
|           |                     |           |              |              |             |             |
| Inscrits  | Inscrits            | Inscrits  | 15 377       | 100,00       | 15 377      | 100,00      |
| Votants   | Votants             | Votants   | 6 471        | 35,56        | 7 726       | 50,24       |
| Exprimés  | Exprimés            | Exprimés  | 6 431        | 99,38        | 7 677       | 99,37       |

*sortant

### Canton de Briec
| Candidats | Candidats      | Étiquette   | Premier tour | Premier tour |
| Candidats | Candidats      | Étiquette   | Voix         | %            |
| --------- | -------------- | ----------- | ------------ | ------------ |
|           | Pierre Stéphan | App.MRP     | 2 183        | 54,44        |
|           | Yves Guyader   | Républicain | 760          | 18,96        |
|           | Yves Gouérou * | CNIP        | 539          | 13,44        |
|           | Pierre Guyader | PCF         | 340          | 8,48         |
|           | Pierre Burin   | Rad-Soc     | 187          | 4,66         |
|           |                |             |              |              |
| Inscrits  | Inscrits       | Inscrits    | 5 409        | 100,00       |
| Votants   | Votants        | Votants     | 4 055        | 74,97        |
| Exprimés  | Exprimés       | Exprimés    | 4 010        | 98,89        |

*sortant

### Canton de Châteaulin
| Candidats | Candidats        | Étiquette | Premier tour | Premier tour | Second tour | Second tour |
| Candidats | Candidats        | Étiquette | Voix         | %            | Voix        | %           |
| --------- | ---------------- | --------- | ------------ | ------------ | ----------- | ----------- |
|           | Édouard Le Jeune | MRP       | 3 697        | 42,74        | 6 309       | 72,21       |
|           | Jean Crouan *    | CNIP      | 2 782        | 32,16        |             |             |
|           | Hervé Mao        | SFIO      | 1 627        | 18,21        | 2 418       | 27,68       |
|           | André Houillon   | PCF       | 544          | 6,29         |             |             |
|           |                  |           |              |              |             |             |
| Inscrits  | Inscrits         | Inscrits  | 12 021       | 100,00       | 12 018      | 100,00      |
| Votants   | Votants          | Votants   | 8 719        | 72,53        | 8 989       | 74,80       |
| Exprimés  | Exprimés         | Exprimés  | 8 650        | 99,21        | 8 737       | 97,20       |

*sortant

### Canton de Châteauneuf-du-Faou
| Candidats | Candidats         | Étiquette | Premier tour | Premier tour | Second tour | Second tour |
| Candidats | Candidats         | Étiquette | Voix         | %            | Voix        | %           |
| --------- | ----------------- | --------- | ------------ | ------------ | ----------- | ----------- |
|           | Louis Hémery      | PCF       | 2 526        | 38,17        | 4 542       | 53,59       |
|           | Germain Chaussy * | MRP       | 2 388        | 36,08        | 3 933       | 46,41       |
|           | Maurice Hourmant  | CNIP      | 1 704        | 25,75        |             |             |
|           |                   |           |              |              |             |             |
| Inscrits  | Inscrits          | Inscrits  | 11 910       | 100,00       | 11 909      | 100,00      |
| Votants   | Votants           | Votants   | 6 652        | 55,85        | 8 556       | 71,85       |
| Exprimés  | Exprimés          | Exprimés  | 6 619        | 99,50        | 8 475       | 99,05       |

*sortant

### Canton de Douarnenez
Marcel Arnous des Saulsays (MRP), élu depuis 1951 ne se représente pas.
| Candidats | Candidats           | Étiquette | Premier tour | Premier tour | Second tour | Second tour |
| Candidats | Candidats           | Étiquette | Voix         | %            | Voix        | %           |
| --------- | ------------------- | --------- | ------------ | ------------ | ----------- | ----------- |
|           | Jean-Louis Tymen    | App.MRP   | 3 038        | 30,37        | 4 958       | 42,97       |
|           | Yves Kerrec         | PCF       | 2 387        | 23,86        | 3 404       | 29,47       |
|           | Jean Perennes       | UNR       | 2 204        | 22,03        | 3 194       | 27,65       |
|           | Jean-Claude Dubourg | MRP       | 1 443        | 14,42        |             |             |
|           | René Lannuzel       | CNIP      | 933          | 9,33         |             |             |
|           |                     |           |              |              |             |             |
| Inscrits  | Inscrits            | Inscrits  | 18 223       | 100,00       | 18 213      | 100,00      |
| Votants   | Votants             | Votants   | 10 117       | 55,52        | 11 704      | 64,26       |
| Exprimés  | Exprimés            | Exprimés  | 10 005       | 98,89        | 11 556      | 98,74       |

### Canton du Faou
| Candidats | Candidats       | Étiquette | Premier tour | Premier tour |
| Candidats | Candidats       | Étiquette | Voix         | %            |
| --------- | --------------- | --------- | ------------ | ------------ |
|           | Suzanne Ploux * | UNR       | 2 611        | 74,81        |
|           | Pierre Sizun    | PCF       | 879          | 25,19        |
|           |                 |           |              |              |
| Inscrits  | Inscrits        | Inscrits  | 5 515        | 100,00       |
| Votants   | Votants         | Votants   | 3 641        | 66,02        |
| Exprimés  | Exprimés        | Exprimés  | 3 490        | 95,85        |

*sortant

### Canton d'Huelgoat
| Candidats | Candidats         | Étiquette | Premier tour | Premier tour |
| Candidats | Candidats         | Étiquette | Voix         | %            |
| --------- | ----------------- | --------- | ------------ | ------------ |
|           | Alphonse Penven * | PCF       | 3 059        | 79,48        |
|           | Ned Urvoas        | MOB       | 790          | 20,52        |
|           |                   |           |              |              |
| Inscrits  | Inscrits          | Inscrits  | 6 215        | 100,00       |
| Votants   | Votants           | Votants   | 3 948        | 63,52        |
| Exprimés  | Exprimés          | Exprimés  | 3 849        | 97,49        |

*sortant

### Canton de Landerneau
Hervé Creff (MRP) élu depuis 1951 (contre Jean-Louis Rolland) ne se représente pas.
| Candidats | Candidats           | Étiquette | Premier tour | Premier tour | Second tour | Second tour |
| Candidats | Candidats           | Étiquette | Voix         | %            | Voix        | %           |
| --------- | ------------------- | --------- | ------------ | ------------ | ----------- | ----------- |
|           | Théophile Le Borgne | RI        | 5 117        | 40,44        | 7 823       | 55,90       |
|           | Jean-Louis Rolland  | SFIO      | 4 532        | 35,82        | 6 173       | 44,10       |
|           | Emmanuel Bannier    | MRP (*)   | 2 051        | 16,21        |             |             |
|           | Joël Labat          | PCF       | 954          | 7,54         |             |             |
|           |                     |           |              |              |             |             |
| Inscrits  | Inscrits            | Inscrits  | 20 097       | 100,00       | 20 085      | 100,00      |
| Votants   | Votants             | Votants   | 12 776       | 63,57        | 14 107      | 70,24       |
| Exprimés  | Exprimés            | Exprimés  | 12 654       | 99,05        | 13 996      | 99,21       |

### Canton de Landivisiau
| Candidats | Candidats      | Étiquette | Premier tour | Premier tour | Second tour | Second tour |
| Candidats | Candidats      | Étiquette | Voix         | %            | Voix        | %           |
| --------- | -------------- | --------- | ------------ | ------------ | ----------- | ----------- |
|           | Yves Cabioch   | MRP       | 2 702        | 44,80        | 3 440       | 51,32       |
|           | Yves Quéguiner | App.UNR   | 2 414        | 40,03        |             |             |
|           | Alain Jacq     | UNR       | 648          | 10,75        |             |             |
|           | Jean Nedélec   | PCF       | 267          | 4,43         |             |             |
|           |                |           |              |              |             |             |
| Inscrits  | Inscrits       | Inscrits  | 8 209        | 100,00       | 8 209       | 100,00      |
| Votants   | Votants        | Votants   | 6 080        | 74,06        | 6 760       | 82,35       |
| Exprimés  | Exprimés       | Exprimés  | 6 031        | 99,19        | 6 703       | 99,16       |

### Canton de Lesneven
Eugène Calvez (MRP) élu depuis 1952 ne se représente pas.  
| Candidats | Candidats      | Étiquette | Premier tour | Premier tour |
| Candidats | Candidats      | Étiquette | Voix         | %            |
| --------- | -------------- | --------- | ------------ | ------------ |
|           | Étienne Airiau | RI        | 7 517        | 96,24        |
|           | Pierre Cauzien | PCF       | 291          | 3,73         |
|           |                |           |              |              |
| Inscrits  | Inscrits       | Inscrits  | 12 222       | 100,00       |
| Votants   | Votants        | Votants   | 8 027        | 65,68        |
| Exprimés  | Exprimés       | Exprimés  | 7 811        | 97,31        |

### Canton de Morlaix
| Candidats | Candidats       | Étiquette | Premier tour | Premier tour | Second tour | Second tour |
| Candidats | Candidats       | Étiquette | Voix         | %            | Voix        | %           |
| --------- | --------------- | --------- | ------------ | ------------ | ----------- | ----------- |
|           | Jean Le Duc *   | CNIP      | 3 815        | 44,41        | 5 185       | 49,43       |
|           | Roger Prat      | PSU       | 1 745        | 20,31        | 5 303       | 50,57       |
|           | François Paugam | PCF       | 1 616        | 18,81        |             |             |
|           | Henri Prestic   | SFIO      | 1 415        | 16,47        |             |             |
|           |                 |           |              |              |             |             |
| Inscrits  | Inscrits        | Inscrits  | 14 503       | 100,00       | 14 517      | 100,00      |
| Votants   | Votants         | Votants   | 8 720        | 60,13        | 10 621      | 73,16       |
| Exprimés  | Exprimés        | Exprimés  | 8 591        | 98,52        | 10 490      | 98,77       |

*sortant

### Canton d'Ouessant
Jean Lavalou a été candidat en 1961 dans le canton de Lanmeur.
| Candidats | Candidats         | Étiquette | Premier tour | Premier tour |
| Candidats | Candidats         | Étiquette | Voix         | %            |
| --------- | ----------------- | --------- | ------------ | ------------ |
|           | André Colin *     | MRP       | 558          | 58,99        |
|           | Jean Lavalou      | UNR       | 372          | 39,32        |
|           | Fernand Échardour | PCF       | 16           | 1,69         |
|           |                   |           |              |              |
| Inscrits  | Inscrits          | Inscrits  | 1 293        | 100,00       |
| Votants   | Votants           | Votants   | 949          | 73,40        |
| Exprimés  | Exprimés          | Exprimés  | 946          | 99,68        |

*sortant

### Canton de Plogastel-Saint-Germain
Joseph Le Coq (CNIP) élu depuis 1951 ne se représente pas.
| Candidats | Candidats         | Étiquette        | Premier tour | Premier tour |
| Candidats | Candidats         | Étiquette        | Voix         | %            |
| --------- | ----------------- | ---------------- | ------------ | ------------ |
|           | Armand Pavec      | App.MRP (ex RPF) | 4 570        | 59,52        |
|           | Gustave Le Coant  | PSU              | 1 669        | 21,74        |
|           | Sébastien Stéphan | PCF              | 1 439        | 18,74        |
|           |                   |                  |              |              |
| Inscrits  | Inscrits          | Inscrits         | 12 990       | 100,00       |
| Votants   | Votants           | Votants          | 7 804        | 60,08        |
| Exprimés  | Exprimés          | Exprimés         | 7 678        | 98,39        |

### Canton de Ploudiry
| Candidats | Candidats         | Étiquette  | Premier tour | Premier tour |
| Candidats | Candidats         | Étiquette  | Voix         | %            |
| --------- | ----------------- | ---------- | ------------ | ------------ |
|           | Pierre Abéguilé * | Paysan/MRP | 1 487        | 73,22        |
|           | Jean Kéromnès     | SFIO-Rad.  | 425          | 20,93        |
|           | Jean Mével        | PCF        | 112          | 5,51         |
|           |                   |            |              |              |
| Inscrits  | Inscrits          | Inscrits   | 2 800        | 100,00       |
| Votants   | Votants           | Votants    | 2 069        | 73,89        |
| Exprimés  | Exprimés          | Exprimés   | 2 031        | 98,16        |

*sortant

### Canton de Plouigneau
Yves Le Lann (PSU ex SFIO) élu depuis 1951 ne se représente pas.
| Candidats | Candidats       | Étiquette | Premier tour | Premier tour | Second tour | Second tour |
| Candidats | Candidats       | Étiquette | Voix         | %            | Voix        | %           |
| --------- | --------------- | --------- | ------------ | ------------ | ----------- | ----------- |
|           | Albert Larher   | PSU       | 1 843        | 47,28        | 2 940       | 70,95       |
|           | François Morin  | PCF       | 1 094        | 28,07        |             |             |
|           | Pierre Quéméner | App.MRP   | 961          | 24,65        | 1 218       | 29,05       |
|           |                 |           |              |              |             |             |
| Inscrits  | Inscrits        | Inscrits  | 6 155        | 100,00       | 6 155       | 100,00      |
| Votants   | Votants         | Votants   | 3 957        | 64,29        | 4 226       | 68,66       |
| Exprimés  | Exprimés        | Exprimés  | 3 898        | 98,51        | 4 158       | 98,39       |

### Canton de Pont-Aven
| Candidats | Candidats      | Étiquette | Premier tour | Premier tour |
| Candidats | Candidats      | Étiquette | Voix         | %            |
| --------- | -------------- | --------- | ------------ | ------------ |
|           | Louis Orvoën * | MRP       | 4 194        | 65,02        |
|           | Louis Bisquay  | PCF       | 2 254        | 34,95        |
|           |                |           |              |              |
| Inscrits  | Inscrits       | Inscrits  | 12 154       | 100,00       |
| Votants   | Votants        | Votants   | 6 568        | 54,04        |
| Exprimés  | Exprimés       | Exprimés  | 6 450        | 98,20        |

*sortant

### Canton de Quimper
| Candidats | Candidats       | Étiquette | Premier tour | Premier tour | Second tour | Second tour |
| Candidats | Candidats       | Étiquette | Voix         | %            | Voix        | %           |
| --------- | --------------- | --------- | ------------ | ------------ | ----------- | ----------- |
|           | René Coadou *   | MRP       | 6 874        | 40,20        | 11 130      | 52,97       |
|           | Yves Thépot     | SFIO      | 5 176        | 30,27        | 9 876       | 47,00       |
|           | Étienne Perchec | PCF       | 2 649        | 15,49        |             |             |
|           | Roger Évrard    | UNR       | 2 399        | 14,03        |             |             |
|           |                 |           |              |              |             |             |
| Inscrits  | Inscrits        | Inscrits  | 31 496       | 100,00       | 31 497      | 100,00      |
| Votants   | Votants         | Votants   | 17 250       | 54,77        | 21 233      | 67,41       |
| Exprimés  | Exprimés        | Exprimés  | 17 099       | 99,13        | 21 011      | 98,96       |

*sortant

### Canton de Quimperlé
Julien Le Grévellec (SFIO) est mort en 1960, Jean Charter (Rad.) a été élu lors de la partielle.
| Candidats | Candidats        | Étiquette | Premier tour | Premier tour | Second tour | Second tour |
| Candidats | Candidats        | Étiquette | Voix         | %            | Voix        | %           |
| --------- | ---------------- | --------- | ------------ | ------------ | ----------- | ----------- |
|           | Jean Charter *   | Rad.      | 2 844        | 45,87        | 3 730       | 80,98       |
|           | Hélène Le Garrec | CNIP      | 1 686        | 27,19        |             |             |
|           | Jean Droal       | PCF       | 1 670        | 26,94        |             |             |
|           |                  |           |              |              |             |             |
| Inscrits  | Inscrits         | Inscrits  | 11 041       | 100,00       | 11 041      | 100,00      |
| Votants   | Votants          | Votants   | 6 322        | 57,26        | 4 606       | 41,72       |
| Exprimés  | Exprimés         | Exprimés  | 6 200        | 98,07        | 3 735       | 81,09       |

*sortant

### Canton de Saint-Renan
| Candidats | Candidats       | Étiquette | Premier tour | Premier tour | Second tour | Second tour |
| Candidats | Candidats       | Étiquette | Voix         | %            | Voix        | %           |
| --------- | --------------- | --------- | ------------ | ------------ | ----------- | ----------- |
|           | Paul Lareur *   | MRP       | 2 949        | 40,22        | 5 355       | 100,00      |
|           | Pierre Lucas    | CNIP      | 2 194        | 29,92        |             |             |
|           | André Cheminant | CNIP      | 1 488        | 20,30        |             |             |
|           | Germain Kérébel | CNIP      | 530          | 7,23         |             |             |
|           | Jean Quéré      | PCF       | 171          | 2,33         |             |             |
|           |                 |           |              |              |             |             |
| Inscrits  | Inscrits        | Inscrits  | 10 797       | 100,00       | 10 797      | 100,00      |
| Votants   | Votants         | Votants   | 7 393        | 68,47        | 5 877       | 54,43       |
| Exprimés  | Exprimés        | Exprimés  | 7 332        | 99,18        | 5 407       | 92,00       |

*sortant

### Canton de Scaër
| Candidats | Candidats           | Étiquette | Premier tour | Premier tour | Second tour | Second tour |
| Candidats | Candidats           | Étiquette | Voix         | %            | Voix        | %           |
| --------- | ------------------- | --------- | ------------ | ------------ | ----------- | ----------- |
|           | Pierre Le Bourhis * | CNIP      | 2 464        | 46,36        | 3 109       | 51,77       |
|           | Pierre Salaün       | PCF       | 2 245        | 42,24        | 2 897       | 48,23       |
|           | Henri Nicolas       | PSU       | 606          | 11,40        |             |             |
|           |                     |           |              |              |             |             |
| Inscrits  | Inscrits            | Inscrits  | 7 605        | 100,00       | 7 602       | 100,00      |
| Votants   | Votants             | Votants   | 5 389        | 70,86        | 6 057       | 79,65       |
| Exprimés  | Exprimés            | Exprimés  | 5 315        | 98,63        | 6 006       | 99,16       |

*sortant

### Canton de Sizun
| Candidats | Candidats          | Étiquette | Premier tour | Premier tour |
| Candidats | Candidats          | Étiquette | Voix         | %            |
| --------- | ------------------ | --------- | ------------ | ------------ |
|           | François Manac'h * | SFIO      | 2 102        | 92,44        |
|           | Jean-Louis Prigent | PCF       | 135          | 7,66         |
|           |                    |           |              |              |
| Inscrits  | Inscrits           | Inscrits  | 3 663        | 100,00       |
| Votants   | Votants            | Votants   | 2 544        | 69,45        |
| Exprimés  | Exprimés           | Exprimés  | 2 274        | 89,39        |

*sortant

### Canton de Taulé
| Candidats | Candidats         | Étiquette | Premier tour | Premier tour |
| Candidats | Candidats         | Étiquette | Voix         | %            |
| --------- | ----------------- | --------- | ------------ | ------------ |
|           | Jean-Yves Corre * | Rad       | 3 548        | 87,33        |
|           | René Le Bras      | PCF       | 515          | 12,67        |
|           |                   |           |              |              |
| Inscrits  | Inscrits          | Inscrits  | 6 266        | 100,00       |
| Votants   | Votants           | Votants   | 4 119        | 65,74        |
| Exprimés  | Exprimés          | Exprimés  | 4 063        | 98,64        |

*sortant